# Аспарагин
Аспарагин (Asn ili N) један од 20 најчешћих природних аминокиселина. Први пут су га Луј Никола Воклен и Пјер Жан Робике изоловали 1806. године из сока шпаргли који је богат њиме, постајући прва изолована аминокиселина. Мирис који се осећа у урину код неких појединаца после употребе шпаргли приписује се споредном производу метаболичког разлагања аспарагина, моноамид аспарагин-амино-сукцинилној киселини. Неки научници се не слажу и указују на друге супстанце у мирису.

## Структура и улога у протеинима
Пошто аспарагин може да гради водоничне везе са пептидним ланцем отуда и аспарагински бочни ланац може направити успешну интеракцију водоничних веза и пептидне основе, аспарагин се често налази близу почетка и краја. Глутамини имају једну додатну метиленску групу, имају већу конформациону ентропију и према томе су мање корисни у овом односу.
Аспарагин такође обезбеђује кључно место за N-повезану гликолизацијону промену протеиновог ланца, са додатком ланца угљенохидрата.

## Биосинтеза
Аспарагин није есенцијална аминокиселина, што значи да се може изградити из централних метаболичких путева човековог организма и није неопходан у дијети. Пре добијања аспарагина настаје прво оксалоацетат. Оксалоацетат је претворен у аспарагин коришћењем ензима. Ензими пребацују амино групу из глутаминске до оксалоацетатне киселине производећи α-кетоглутамин и аспарагин. Ензим аспаратат синтетазом производи аспарагин, амп, глутамин и пирофосфат из аспарагина, глутамина и АТП-а. У реакцији синтезе аспарагина, АТП се користи да активира аспарагин, стварајући β-аспаратил АМП. Глутамин даје једну амонијачну групу која реагује са β-аспартиатом АМП да би настао аспарагин и слободан АМП.

## Деградација
Аспарагин је глукогена аминокиселина. L-аспарагин хидролизује амидну групу да би створила аспартат и амонијак. Трансаминазе претварају аспартат у оксалоацетат који онда може бити метаболизован у циклус лимунске киселине или у глуконеогенезу.

## Улога
Нервном систему је потребан аспарагин да би одржао равнотежу, а и да би извршио пренос аминокиселина. Он такође игра важну улогу у синтези амонијака.